# Zerah Colburn
Zerah Colburn (Cabot, 1 de setembro de 1804 - Vermont, 2 de março de 1804) foi uma criança estadunidense famosa no século XIX por ser um prodígio em matemática.

## Vida
Seu pai percebeu suas habilidades aritméticas mentais aos sete anos de idade, quando ele podia multiplicar rapidamente dois números de dois dígitos. Logo sua habilidade cresceu consideravelmente e ele se mostrou capaz de realizar cálculos complexos como, por exemplo, o número de segundos em 2 000 anos, o produto de 12 225 vezes 1 223 e a raiz quadrada de 1 449. Demorou seis segundos para encontrar o número de horas incluídas em 38 anos, 2 meses e 7 dias.
Ele foi solicitado a verificar se o sexto número de Fermat, 232+1, igual a 4 294 967 297, é um número primo ou não. Zerah calculou mentalmente que não é, porque tem o divisor 641 (o outro fator é 6 700 417). Este resultado já era conhecido porque foi encontrado por Euler em 1732, mas é muito improvável que Colburn tivesse conhecimento dele.
Seu pai decidiu aproveitar os dons excepcionais de seu filho fazendo com que ele realizasse apresentações pagas em vários locais dos Estados Unidos. Enquanto eles estavam em Hanover, New Hampshire, o reitor do Dartmouth College, John Wheelock, se disponibilizou para cuidar de sua educação, mas seu pai recusou. Em Boston, em particular, suas performances foram extremamente bem-sucedidas, tanto que atraíram a atenção de eminentes professores da Universidade de Harvard e outras personalidades.
Em janeiro de 1812, seu pai embarcou com ele para a Inglaterra. Em setembro de 1813, Colburn fez uma apresentação em Dublin. William Rowan Hamilton estava presente e um concurso de cálculo foi organizado entre os dois, que viu Colburn claramente o vencedor. Como reação a essa derrota, Hamilton decidiu passar menos tempo estudando línguas e mais tempo estudando matemática.
Depois de viajar para a Irlanda, Inglaterra e Escócia, Zerah e seu pai se mudaram para Paris, onde ficaram por 18 meses. Zerah foi matriculado no Lycée Napoléon, mas depois de pouco tempo seu pai o fez interromper seus estudos. Em 1816, eles voltaram para a Inglaterra juntos.
Enquanto em Londres, Zerah atraiu a atenção de Frederick Hervey, 1º Marquês de Bristol, que o matriculou na Westminster School às suas próprias custas. Ele permaneceu lá até 1819, mas após a recusa de seu pai em aceitar certas condições estabelecidas pelo Marquês, Zerah foi removido da escola. Seu pai então lhe propôs seguir a carreira de ator de teatro. Por alguns meses Zerah teve aulas de atuação ministradas por Charles Kemble, mas com os primeiros ensaios, Kemble e ele próprio se convenceram de que ele não era adequado para o palco. Mais tarde, ele aceitou um cargo como assistente em uma escola, ao mesmo tempo em que fazia cálculos astronômicos para Thomas Young, então diretor do Board of Longitude.
Em 1824, após a morte de seu pai, Zerah retornou aos Estados Unidos com a ajuda do Marquês de Bristol e outros amigos. Embora tivesse estudos irregulares, seu talento para idiomas permitiu que ele conseguisse um emprego como professor assistente em uma academia em Fairfield, perto de Nova York. Ele ficou em Fairfield por apenas alguns meses, após o que se mudou para Burlington, Vermont, como professor de francês.
Em 1825, tornou-se seguidor da Igreja Metodista. Após nove anos de serviço como pregador viajante, estabeleceu-se em Norwich, Vermont, onde foi nomeado professor de línguas na Universidade de Norwich, cargo que ocupou até sua morte. Em 1833, publicou sua autobiografia, que mostra que suas habilidades de cálculo diminuíram consideravelmente com o passar dos anos. Faleceu em março de 1840, aos 35 anos, vítima de uma tuberculose.
Um sobrinho de mesmo nome, Zerah Colburn, era um conhecido engenheiro ferroviário e jornalista.